# Stazione di Sirai
La stazione di Sirai era una fermata ferroviaria a servizio dell'omonima località del comune di Carbonia, situata lungo la dismessa linea San Giovanni Suergiu-Iglesias.

## Storia
La fermata fu istituita dalle Ferrovie Meridionali Sarde in corrispondenza della casa cantoniera numero quarantadue della propria rete ferroviaria nella località sulcitana di Sirai, in un'area all'epoca in pieno sviluppo per via dell'attività estrattiva legata al carbone: in particolare dinanzi alla fermata convergevano anche i binari di una breve linea mineraria che collegava i pozzi carboniferi dei dintorni. L'impianto fu attivato nel 1930; nel secondo dopoguerra al binario a scartamento ridotto della linea per Iglesias e San Giovanni Suergiu si affiancò anche quello della ferrovia Villamassargia-Carbonia delle FS, che nonostante questo fatto non si servirono mai dell'impianto.
Lo scalo di Sirai rimase in uso sino al 1º settembre 1974, data di cessazione del servizio ferroviario sull'intera rete FMS.

## Strutture e impianti
Dal 1974 la fermata di Sirai non è più attiva e l'infrastruttura ferroviaria è stata smantellata negli anni successivi. Lo scalo al momento della chiusura era dotato del singolo binario di corsa a scartamento da 950 mm, affiancato da un fabbricato viaggiatori avente le linee delle case cantoniere FMS (due piani, tetto a falde in laterizi, tre aperture sul lato binari per piano). Tale fabbricato è ancora esistente e in uso come abitazione privata, sebbene alterato rispetto alla pianta originale. Negli anni di attività carbonifera dei vicini pozzi di Sirai, lo scalo era inoltre dotato di un fascio per il ricovero dei carri utilizzati per il trasporto del materiale estratto.

## Movimento
La fermata fu chiusa al servizio ferroviario il 1º settembre 1974, sino a quel momento era servita dai treni delle FMS.